# Вилхелм Ленк
Вилхелм Ленк (Будвај, 17. март 1809 — Тропау, 18. октобар 1894) је био аустријски артиљеријски генерал.

## Биографија
Око 1851. године успео је да стабилизује нитроцелулозу кувањем у води после нитрисања и уклањањем из ње остатака сумпорне киселине. Експерименти изведени 1853. и 1854. године на топовима глатких цеви нису дали добре резултате. Цеви су убрзо постајале неупотребљиве. Зато је Ленк на пољском топу употребио изолучену цев у којој се овај барут могао употребити. Већ 1862. године је оваквим оруђем опремљено 30 батерија. Међутим, након експлозије у једном магацину, нитроцелулоза се није више употребљавала као сировина за израду барута све док 1865. године Британац Ејбел није пронашао нов поступак за њено испирање. Ленк се бавио и израдом шрапнела и упаљача за артиљеријска оруђа. 